# Kenia op de Olympische Zomerspelen 2016
Kenia nam deel aan de Olympische Zomerspelen 2016 in Rio de Janeiro, Brazilië. De selectie bestond uit 89 atleten in zeven olympische sportdisciplines en was daarmee de grootste ploeg van Kenia in haar olympische geschiedenis. Met name in de atletiek en het rugbytoernooi (twee teams van twaalf) was Kenia goed vertegenwoordigd. Kenia nam daarnaast voor het eerst in zestien jaar weer deel aan het boogschieten en voor het eerst in vierentwintig jaar aan het judo. Shehzana Anwar droeg de vlag tijdens de openingsceremonie; atlete Mercy Cherono deed dat bij de sluitingsceremonie.
Kenia won zes gouden medailles, zesmaal het zilver en eenmaal het brons. Niet eerder was het land zo succesvol op de Olympische Zomerspelen. Kenia eindigde op de vijftiende plaats van de medaillespiegel, en was daarmee het hoogst geklasseerde Afrikaanse land (gevolgd door Zuid-Afrika op plaats dertig). Het Keniaans olympisch comité werd desondanks bekritiseerd om haar mismanagement. Zo droegen de atleten bij de ceremonies geen uniforme kleding (de outfits van de sponsors bereikten de atleten niet op tijd) en moesten ze na de sluitingsceremonie noodgedwongen in een criminele favela overnachten. Medaillewinnaars werden zonder bijzondere aandacht en niet ceremonieel ontvangen in eigen land.

## Medailleoverzicht
| Sport    | Olympiër                   | Onderdeel               | Medaille |
| -------- | -------------------------- | ----------------------- | -------- |
| Atletiek | David Rudisha              | 800 m (m)               | Goud     |
| Atletiek | Conseslus Kipruto          | 3000 m steeplechase (m) | Goud     |
| Atletiek | Eliud Kipchoge             | marathon (m)            | Goud     |
| Atletiek | Faith Chepngetich Kipyegon | 1500 m (v)              | Goud     |
| Atletiek | Vivian Cheruiyot           | 5000 m                  | Goud     |
| Atletiek | Jemima Sumgong             | marathon (v)            | Goud     |
| Atletiek | Paul Tanui                 | 10.000 m (m)            | Zilver   |
| Atletiek | Boniface Mucheru Tumuti    | 400 m horden (m)        | Zilver   |
| Atletiek | Julius Yego                | speerwerpen (m)         | Zilver   |
| Atletiek | Hellen Obiri               | 5000 m                  | Zilver   |
| Atletiek | Vivian Cheruiyot           | 10.000 m                | Zilver   |
| Atletiek | Hyvin Kiyeng Jepkemoi      | 3000 m steeplechase (v) | Zilver   |
| Atletiek | Margaret Nyairera Wambui   | 800 m (v)               | Brons    |

## Deelnemers en resultaten
(m) = mannen, (v) = vrouwen, (g) = gemengd

### Atletiek
| Olympiër            | Onderdeel              | Resultaat | Prestatie                                                                        |
| ------------------- | ---------------------- | --------- | -------------------------------------------------------------------------------- |
| Mike Mokamba        | 200m (m)               | DNS       | DNS                                                                              |
| Carvin Nkanata      | 200m (m)               | 72e       | serie 8: 8ste in 21,43                                                           |
| Raymond Kibet       | 400m (m)               | 35e       | serie 2: 5de in 46,15                                                            |
| Alphas Kishoyian    | 400m (m)               | 42e       | serie 3: 5de in 46,74                                                            |
| Alex Sampao         | 400m (m)               | 40e       | serie 1: 7de in 46,62                                                            |
| Alfred Kipketer     | 800m (m)               | 7e        | serie 4: 1ste in 1.46,61 halve finale 2: 1ste in 1.44,38 finale: 7de in 1.46,02  |
| Ferguson Rotich     | 800m (m)               | 5e        | serie 2: 2de in 1.46,00 halve finale 1: 4de in 1.44,65 finale: 5de in 1.43,55    |
| David Rudisha       | 800m (m)               | Goud      | serie 3: 1ste in 1.45,09 halve finale 3: 1ste in 1.43,88 finale: 1ste in 1.42,15 |
| Asbel Kiprop        | 1500m (m)              | 6e        | serie 1: 10de in 3.38,97 halve finale 1: 1ste in 3.39,73 finale: 6de in 3.50,87  |
| Ronald Kwemoi       | 1500m (m)              | 13e       | serie 3: 2de in 3.38,33 halve finale 2: 1ste in 3.39,42 finale: 13de in 3.56,76  |
| Elijah Manangoi     | 1500m (m)              | DNS       | serie 2: 2de in 3.46,83 halve finale 2: DNS                                      |
| Isiah Koech         | 5000m (m)              | 14e       | serie 2: 12de in 13.25,15                                                        |
| Charles Muneria     | 5000m (m)              | 27e       | serie 1: 12de in 13.30,95                                                        |
| Caleb Ndiku         | 5000m (m)              | 18e       | serie 1: 6de in 13.26,83                                                         |
| Geoffrey Kamworor   | 10000m (m)             | 11e       | 27.31,94                                                                         |
| Bedan Muchiri       | 10000m (m)             | 7e        | 27.22,93                                                                         |
| Paul Tanui          | 10000m (m)             | Zilver    | 27.05,64                                                                         |
| Nicholas Bett       | 400m horden (m)        | DSQ       | serie 5: DSQ                                                                     |
| Aron Koech          | 400m horden (m)        | 7e        | serie 6: 1ste in 48,77 halve finale 3: 2de in 48,49 finale: 7de in 49,09         |
| Boniface Tumuti     | 400m horden (m)        | Zilver    | serie 1: 2de in 48,91 halve finale 1: 2de in 48,85 finale: 2de in 47,78          |
| Ezekiel Kemboi      | 3000m steeplechase (m) | DSQ       | serie 1: 3de in 8.25,51 finale: DSQ                                              |
| Brimin Kipruto      | 3000m steeplechase (m) | 6e        | serie 2: 2de in 8.26,25 finale: 6de in 8.18,79                                   |
| Conseslus Kipruto   | 3000m steeplechase (m) | Goud      | serie 3: 1ste in 8.21,40 finale: 1ste in 8.03,28                                 |
| Stanley Biwott      | marathon (m)           | DNF       | DNF                                                                              |
| Eliud Kipchoge      | marathon (m)           | Goud      | 2:08.44                                                                          |
| Wesley Korir        | marathon (m)           | DNF       | DNF                                                                              |
| Samuel Gathimba     | 20km snelwandelen (m)  | DNF       | DNF                                                                              |
| Simon Wachira       | 20km snelwandelen (m)  | DNF       | DNF                                                                              |
| Julius Yego         | speerwerpen (m)        | Zilver    | kwalificatie groep B: 5de met 83,55m finale: 2de met 88,24m                      |
|                     |                        |           |                                                                                  |
| Winnie Chebet       | 800m (v)               | 21e       | serie 7: 2de in 2.01,65 halve finale 3: 6de in 2.01,90                           |
| Eunice Sum          | 800m (v)               | 19e       | serie 5: 1ste in 1.59,83 halve finale 2: 7de in 2.00,88                          |
| Margaret Wambui     | 800m (v)               | Brons     | serie 3: 2de in 1.59,66 halve finale 1: 1ste in 1.59,21 finale: 3de in 1.56,89   |
| Nancy Chepkwemoi    | 1500m (v)              | 35e       | serie 1: 11de in 4.15,41                                                         |
| Faith Kipyegon      | 1500m (v)              | Goud      | serie 2: 2de in 4.06,65 halve finale 1: 1ste in 4.03,95 finale: 1ste in 4.08,92  |
| Viola Cheptoo Lagat | 1500m (v)              | 14e       | serie 3: 8ste in 4.08,09 halve finale 2: 6de in 4.06,83                          |
| Mercy Cherono VS    | 5000m (v)              | 4e        | serie 1: 3de in 15.19,56 finale: 4de in 14.42,89                                 |
| Vivian Cheruiyot    | 5000m (v)              | Goud      | serie 2: 3de in 15.17,74 finale: 1ste in 14.26,17                                |
| Hellen Obiri        | 5000m (v)              | Zilver    | serie 1: 1ste in 15.19,38 finale: 2de in 14.29,77                                |
| Alice Nawowuna      | 10000m (v)             | 4e        | 29.53,51                                                                         |
| Vivian Cheruiyot    | 10000m (v)             | Zilver    | 29.32,53                                                                         |
| Betsy Saina         | 10000m (v)             | 5e        | 30.07,78                                                                         |
| Maureen Maiyo       | 400m horden (v)        | 39e       | serie 1: 8ste in 57,97                                                           |
| Beatrice Chepkoech  | 3000m steeplechase (v) | 4e        | serie 2: 1ste in 9.17,55 finale: 4de in 9.16,05                                  |
| Hyvin Jepkemoi      | 3000m steeplechase (v) | Zilver    | serie 3: 1ste in 9.24,61 finale: 2de in 9.07,12                                  |
| Lydia Rotich        | 3000m steeplechase (v) | 13e       | serie 1: 5de in 9.30,21 finale: 13de in 9.29,90                                  |
| Visiline Jepkesho   | marathon (v)           | 86e       | 2:46.05                                                                          |
| Helah Kiprop        | marathon (v)           | DNF       | DNF                                                                              |
| Jemima Sumgong      | marathon (v)           | Goud      | 2:24.04                                                                          |
| Grace Njue          | 20km snelwandelen (v)  | 42e       | 1:37.49                                                                          |

### Boksen
| Olympiër           | Onderdeel | Resultaat | Prestatie                                                                           |
| ------------------ | --------- | --------- | ----------------------------------------------------------------------------------- |
| Peter Mungai Warui | –49kg (m) | 5e        | 1ste ronde: vrij 2de ronde: W van CHN Lü: 2–1 kwartfinale: V van CUB Argilagos: 0–3 |
| Benson Njangiru    | –56kg (m) | 17e       | 1ste ronde: V van MGL Erdenebat: 0–3                                                |
| Rayton Okwiri      | –69kg (m) | 9e        | 1ste ronde: W van RUS Zamkovoj: 2–1 2de ronde: V van MAR Rabii: 0–3                 |

### Boogschieten
| Olympiër          | Onderdeel       | Resultaat | Prestatie                                                           |
| ----------------- | --------------- | --------- | ------------------------------------------------------------------- |
| Shehzana Anwar VO | individueel (v) | 33e       | plaatsingsronde: 62ste met 579 punten 1ste ronde: V van KOR Ki: 1–7 |

### Gewichtheffen
| Olympiër    | Onderdeel | Resultaat | Prestatie                                                    |
| ----------- | --------- | --------- | ------------------------------------------------------------ |
| James Adede | –94kg (m) | 17e       | trekken: 17de met 116kg stoten: 17de met 140kg totaal: 256kg |

### Judo
| Olympiër       | Onderdeel | Resultaat | Prestatie                                         |
| -------------- | --------- | --------- | ------------------------------------------------- |
| Kiplangat Sang | –90kg (m) | 17e       | 1ste ronde: vrij 2de ronde: V van HUN Tóth: ippon |

### Rugby

#### Mannen
| Olympiër | Onderdeel | Resultaat | Prestatie |
| --- | --------- | --------- | --- |
| Biko Adema Willy Ambaka Andrew Amonde A Oscar Ayodi Collins Injera Humphrey Kayange Lugonzo Ligamy Bush Mwale Billy Odhiambo Samuel Oliech Dennis Ombachi Oscar Ouma Achieng | mannen    | 11e       | groep C: 4de V van Groot-Brittannië: 7-31 V van Nieuw-Zeeland: 5-28 V van Japan: 7-31 9-12de plek: V van Spanje: 12-14 11-12de plek: W van Brazilië: 24-0 |

| Groep C |                  |             |             |             |             |        |        |        |        |
| #       | Land             | Wedstrijden | Wedstrijden | Wedstrijden | Wedstrijden | Punten | Punten | Punten | Punten |
| #       | Land             | G           | W           | G           | V           | V      | T      | Saldo  | Punten |
| 1       | Groot-Brittannië | 3           | 3           | 0           | 0           | 73     | 45     | +28    | 9      |
| 2       | Japan            | 3           | 2           | 0           | 1           | 64     | 40     | +24    | 7      |
| 3       | Nieuw-Zeeland    | 3           | 1           | 0           | 2           | 59     | 40     | +19    | 5      |
| 4       | Kenia            | 3           | 0           | 0           | 3           | 19     | 90     | –71    | 3      |

| Ronde        | Datum | Lokale tijd | MEZT           | Plaats           | Land  | Score | Land |
| ------------ | ----- | ----------- | -------------- | ---------------- | ----- | ----- | ---- |
| Groepsfase   |       |             |                |                  |       |       |      |
| 9 augustus   | 12:00 | 17:00       | Rio de Janeiro | Groot-Brittannië | 31–7  | Kenia |      |
| 9 augustus   | 17:30 | 22:30       | Rio de Janeiro | Nieuw-Zeeland    | 28–5  | Kenia |      |
| 10 augustus  | 12:00 | 17:00       | Rio de Janeiro | Kenia            | 7–31  | Japan |      |
| 9-12de plek  |       |             |                |                  |       |       |      |
| 10 augustus  | 16:30 | 21:30       | Rio de Janeiro | Spanje           | 14–12 | Kenia |      |
| 11-12de plek |       |             |                |                  |       |       |      |
| 11 augustus  | 12:30 | 17:30       | Rio de Janeiro | Brazilië         | 0–24  | Kenia |      |

#### Vrouwen
| Olympiër | Onderdeel | Resultaat | Prestatie |
| --- | --------- | --------- | --- |
| Rachael Adhiambo Mbogo Linet Arasa Catherine Awino Abilla A Irene Awino Otieno Stacy Awour Otieno Janet Awuor Awino Sheila Kavugwe Chajira Janet Musindalo Okelo Celestine Navalayo Masinde Philadelphia Olando Camilyne Oyuayo Doreen Remour Nziwa | vrouwen   | 11e       | groep A: 4de V van Nieuw-Zeeland: 0-52 V van Frankrijk: 7-40 V van Spanje: 10-19 9-12de plek: V van Japan: 0-24 11-12de plek: W van Colombia: 22-10 |

| Groep A |               |             |             |             |             |        |        |        |        |
| #       | Land          | Wedstrijden | Wedstrijden | Wedstrijden | Wedstrijden | Punten | Punten | Punten | Punten |
| #       | Land          | G           | W           | G           | V           | V      | T      | Saldo  | Punten |
| 1       | Nieuw-Zeeland | 3           | 3           | 0           | 0           | 109    | 12     | +97    | 9      |
| 2       | Frankrijk     | 3           | 2           | 0           | 1           | 71     | 40     | +31    | 7      |
| 3       | Spanje        | 3           | 1           | 0           | 2           | 31     | 65     | -34    | 5      |
| 4       | Kenia         | 3           | 0           | 0           | 3           | 17     | 111    | –94    | 3      |

| Ronde        | Datum | Lokale tijd | MEZT           | Plaats        | Land  | Score | Land |
| ------------ | ----- | ----------- | -------------- | ------------- | ----- | ----- | ---- |
| Groepsfase   |       |             |                |               |       |       |      |
| 6 augustus   | 11:30 | 16:30       | Rio de Janeiro | Nieuw-Zeeland | 52–0  | Kenia |      |
| 6 augustus   | 16:00 | 21:00       | Rio de Janeiro | Frankrijk     | 40–7  | Kenia |      |
| 7 augustus   | 11:00 | 16:00       | Rio de Janeiro | Spanje        | 19–10 | Kenia |      |
| 9-12de plek  |       |             |                |               |       |       |      |
| 7 augustus   | 16:30 | 21:30       | Rio de Janeiro | Kenia         | 0–24  | Japan |      |
| 11-12de plek |       |             |                |               |       |       |      |
| 8 augustus   | 12:30 | 17:30       | Rio de Janeiro | Colombia      | 10–22 | Kenia |      |

### Zwemmen
| Olympiër       | Onderdeel        | Resultaat | Prestatie               |
| -------------- | ---------------- | --------- | ----------------------- |
| Hamdan Bayusuf | 100m rugslag (m) | 38e       | serie 1: 6de in 1.00,28 |
|                |                  |           |                         |
| Hamdan Bayusuf | 100m rugslag (v) | 33e       | serie 2: 7de in 1.10,02 |

Afghanistan · Albanië · Algerije · Amerikaanse Maagdeneilanden · Amerikaans-Samoa · Andorra · Angola · Antigua en Barbuda · Argentinië · Armenië · Aruba · Australië · Azerbeidzjan · Bahama's · Bahrein · Bangladesh · Barbados · België · Belize · Benin · Bermuda · Bhutan · Bolivia · Bosnië en Herzegovina · Botswana · Brazilië · Britse Maagdeneilanden · Brunei · Bulgarije · Burkina Faso · Burundi · Cambodja · Canada · Centraal-Afrikaanse Republiek · Chili · China · Chinees Taipei · Colombia · Comoren · Congo-Brazzaville · Congo-Kinshasa · Cookeilanden · Costa Rica · Cuba · Cyprus · Denemarken · Djibouti · Dominica · Dominicaanse Republiek · Duitsland · Ecuador · Egypte · El Salvador · Equatoriaal-Guinea · Eritrea · Estland · Ethiopië · Fiji · Filipijnen · Finland · Frankrijk · Gabon · Gambia · Georgië · Ghana · Grenada · Griekenland · Groot-Brittannië · Guam · Guatemala · Guinee · Guinee‑Bissau · Guyana · Haïti · Honduras · Hongarije · Hongkong · Ierland · IJsland · India · Indonesië · Irak · Iran · Israël · Italië · Ivoorkust · Jamaica · Japan · Jemen · Jordanië · Kaaimaneilanden · Kaapverdië · Kameroen · Kazachstan · Kenia · Kirgizië · Kiribati · Kosovo · Kroatië · Laos · Lesotho · Letland · Libanon · Liberia · Libië · Liechtenstein · Litouwen · Luxemburg · Macedonië · Madagaskar · Malawi · Malediven · Maleisië · Mali · Malta · Marshalleilanden · Marokko · Mauritanië · Mauritius · Mexico · Micronesië · Moldavië · Monaco · Mongolië · Montenegro · Mozambique · Myanmar · Namibië · Nauru · Nederland · Nepal · Nicaragua · Nieuw-Zeeland · Niger · Nigeria · Noord-Korea · Noorwegen · Oeganda · Oekraïne · Oezbekistan · Oman · Oostenrijk · Oost-Timor · Pakistan · Palau · Palestina · Panama · Papoea-Nieuw-Guinea · Paraguay · Peru · Polen · Portugal · Puerto Rico · Qatar · Roemenië · Rusland · Rwanda · Saint Kitts en Nevis · Saint Lucia · Saint Vincent en Grenadines · Salomonseilanden · Samoa · San Marino · Sao Tomé en Principe · Saoedi-Arabië · Senegal · Servië · Seychellen · Sierra Leone · Singapore · Slovenië · Slowakije · Soedan · Somalië · Spanje · Sri Lanka · Suriname · Swaziland · Syrië · Tadzjikistan · Tanzania · Thailand · Togo · Tonga · Trinidad en Tobago · Tsjaad · Tsjechië · Tunesië · Turkije · Turkmenistan · Tuvalu · Uruguay · Vanuatu · Venezuela · Verenigde Arabische Emiraten · Verenigde Staten · Vietnam · Wit-Rusland · Zambia · Zimbabwe · Zuid-Afrika · Zuid-Korea · Zuid-Soedan · Zweden · Zwitserland
Individuele Olympische Atleten · Olympisch vluchtelingenteam